# Jerome Apt
Jerome Apt, född 28 april 1949 i Springfield, Massachusetts, är en amerikansk astronaut uttagen i astronautgrupp 11 den 4 juni 1985

## Rymdfärder
- STS-37
- STS-47
- STS-59
- STS-79